# Rio Lippe
O Lippe em Lünen

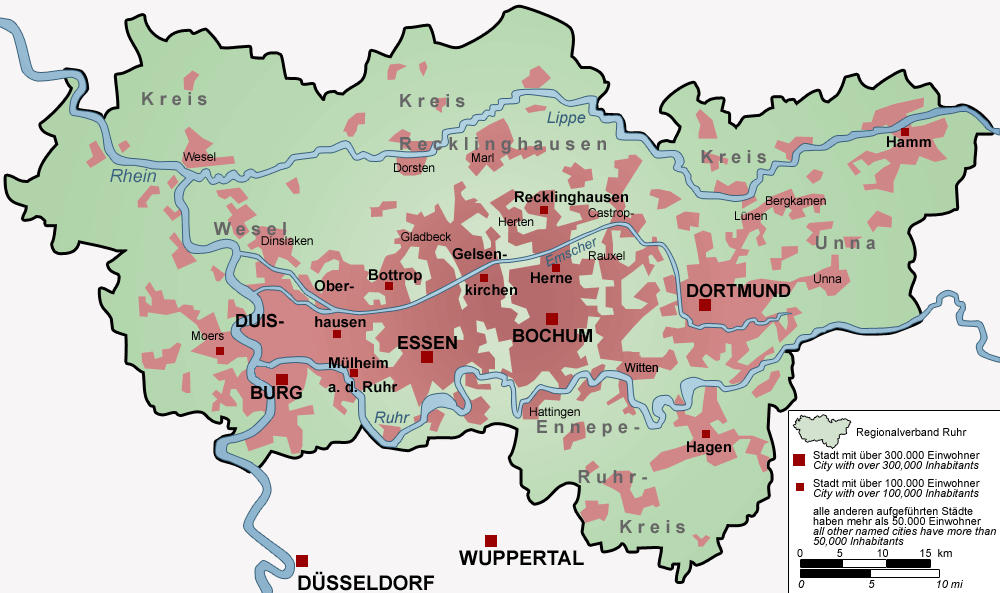
Na área do Ruhr, o Rio Lippe (top) corre de leste para oeste, aproximadamente paralelo ao Rio Ruhr para o sul.

O rio Lippe, ou, na sua forma portuguesa, rio Lipa, é um rio localizado na Renânia do Norte-Vestfália, Alemanha. É um tributário da margem direita do rio Reno e tem comprimento de 255 km.
A sua origem fica no topo da Floresta de Teutoburgo, em Bad Lippspringe, perto da cidade de Paderborn. Ele corre para oeste por Paderborn, Lippstadt na margem norte da área do Ruhr, cruzando a cidade de Hamm e as vilas de Lünen, Haltern e Dorsten.O rio finalmente deságua no Reno em Wesel.
Devido a efluentes industriais e ao estreitamento das margens, o Lippe estava em uma condição ecológica desastrosa. Atualmente, medidas têm sido feitas para reviver a fauna do rio.

## Localidades no percurso do rio Lippe
1. Vilas: Wesel, Dorsten, Marl, Lünen e Haltern
2. Cidades: Paderborn e Hamm